# Cantó de Guînes
El cantó de Guînes és un cantó francès situat al departament del Pas de Calais, dins la regió dels Alts de França. Està organitzat al voltant de Guînes, del districte de Calais.

## Municipis
| Municipi            | Habitants | Codi postal | Codi INSEE |
| ------------------- | --------- | ----------- | ---------- |
| Alembon             | 395       | 62850       | 62020      |
| Andres              | 1.445     | 62340       | 62031      |
| Bouquehault         | 567       | 62340       | 62161      |
| Boursin             | 182       | 62132       | 62167      |
| Caffiers            | 623       | 62132       | 62191      |
| Campagne-lès-Guines | 452       | 62340       | 62203      |
| Fiennes             | 813       | 62132       | 62334      |
| Guînes              | 5.221     | 62340       | 62397      |
| Hames-Boucres       | 1.106     | 62340       | 62408      |
| Hardinghen          | 1.008     | 62132       | 62412      |
| Herbinghen          | 319       | 62850       | 62432      |
| Hermelinghen        | 289       | 62132       | 62439      |
| Hocquinghen         | 100       | 62850       | 62455      |
| Licques             | 1.440     | 62850       | 62506      |
| Pihen-lès-Guînes    | 394       | 62340       | 62657      |
| Sanghen             | 223       | 62850       | 62775      |

## Història
| Data d'elecció                           | Identitat       | Partit                                  | Qualitat |
| ---------------------------------------- | --------------- | --------------------------------------- | -------- |
| 1945-1958                                | Maurice Broutta | Divers droite                           |          |
| 1958-1994                                | Henri Collette  | Divers droite, després UDR, després RPR |          |
| 1994-                                    | Hervé Poher     | PS                                      |          |
| les dades anteriors no són pas conegudes |                 |                                         |          |
|                                          |                 |                                         |          |

## Demografia
| A partir de 1990 : Població sense dobles comptes |